# Climax, Minnesota
Climax är en ort i Polk County i Minnesota. Vid 2010 års folkräkning hade Climax 267 invånare.